# Prinsessäpple
Prinsessäpple är en äppelsort vars skal är av en rödgul färg, äpplets ursprung inte är känt. Sorten är även känd under namnet Alantäpple efter Ålandsrot med vilken smak äpplet påminner.[källa behövs] Äpplets kött är mer sött än syrligt, mört, och äpplet plockas i mitten av oktober, och bör eftermogna till början av november. Äpplet håller sig sedan minst till nyår. Äpplet passar som ätäpple och i köket, till exempel till citronsaft. Blomningen på detta äpple är medeltidig, och äpplet pollineras av äpplen med samtidig blomning. I Sverige odlas Prinsessäpple gynnsammast i zon I-II.